# Wielki Szalony Klin

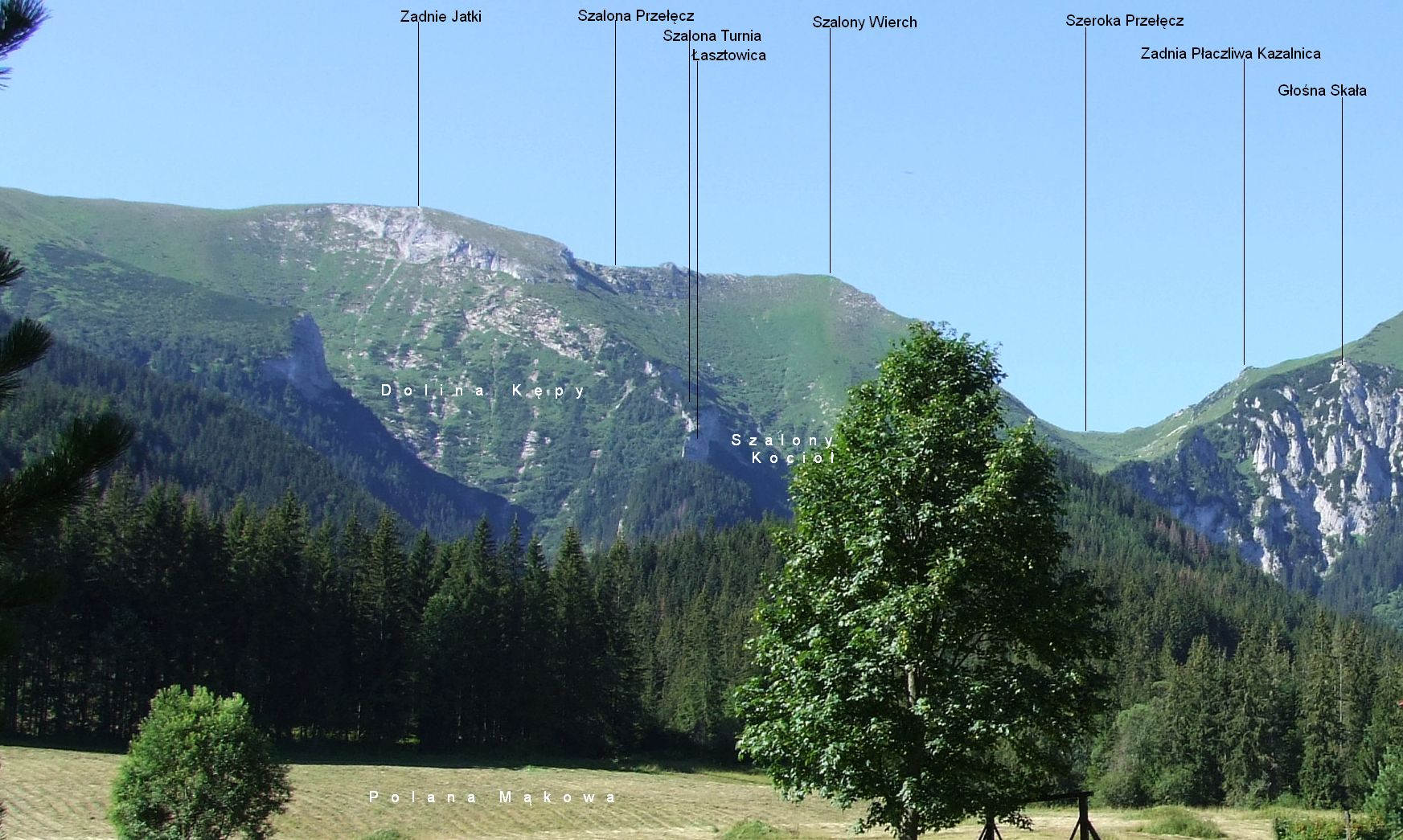

Wielki Szalony Klin – krótki północny grzbiet Szalonego Wierchu na północnych stokach słowackich Tatr Bielskich. Jego zwornikiem jest znajdująca się w grani głównej Tatr Bielskich trawiasta bula, położona około 50 m na wschód od szczytu. Wielki Szalony Klin dzieli górną część Doliny do Regli na dwie części:
- część zachodnią – Dolinę Szeroką
- część wschodnią – Szalony Kocioł

Górna część Wielkiego Szalonego Klina jest skalisto-trawiasta, niżej porastająca kosodrzewiną, dolną część porasta las. Grzbiet kończy się na południowym skraju Polany pod Głośną Skałą, około 200 m powyżej Reglanych Spadów i Szalonych Spadów. 
Około 50 m poniżej buli od Wielkiego Szalonego Klina odgałęzia się na północny wschód boczne ramię – Mały Szalony Klin. Pomiędzy nimi znajduje się płytko wcięta, trawiasta depresja, która powyżej Reglanych Spadów (próg lodowcowy Doliny Szerokiej) uchodzi do Doliny do Regli.